# Franz Ambrosius Reuß

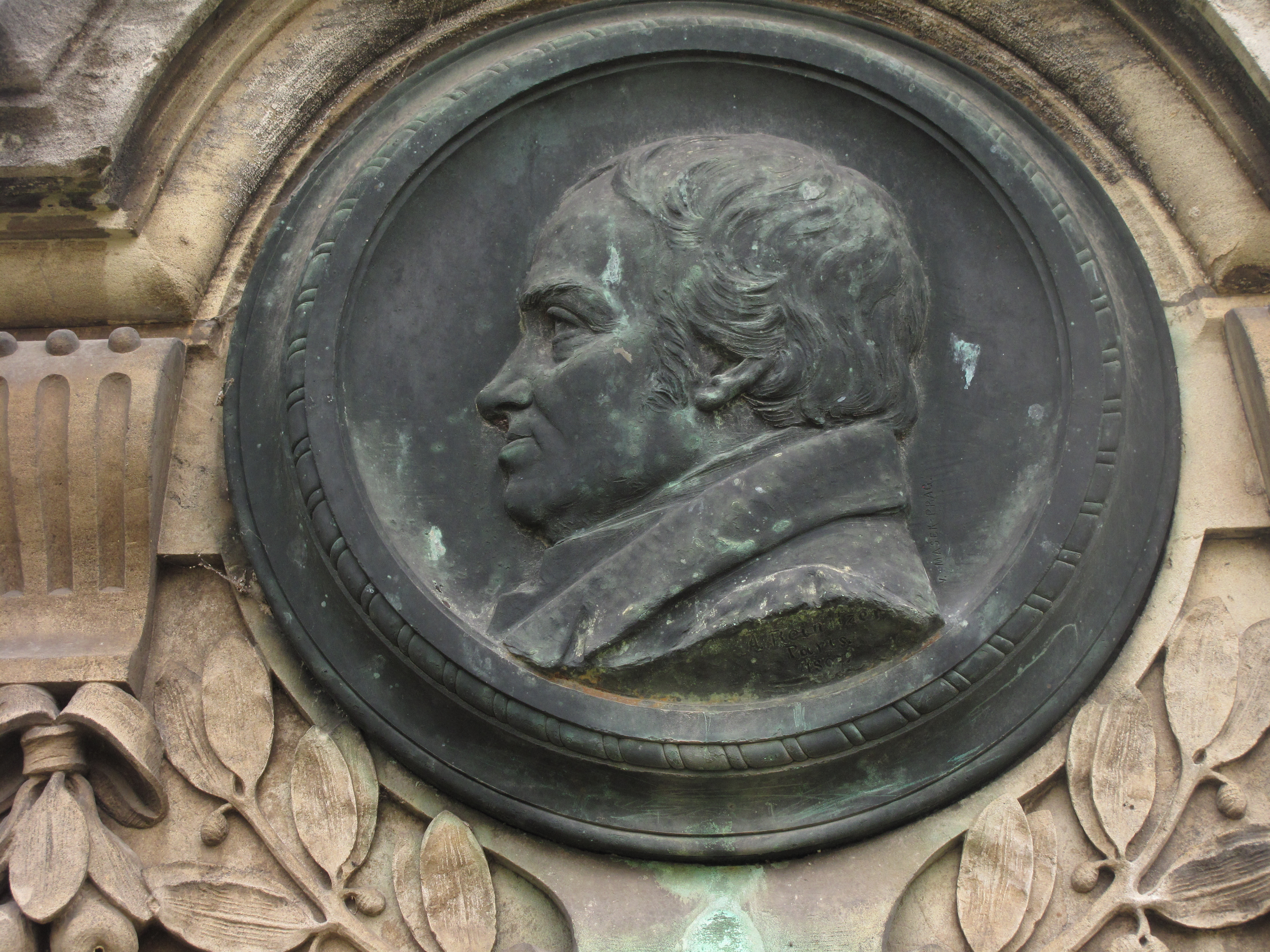
Franz Ambrosius Reuß

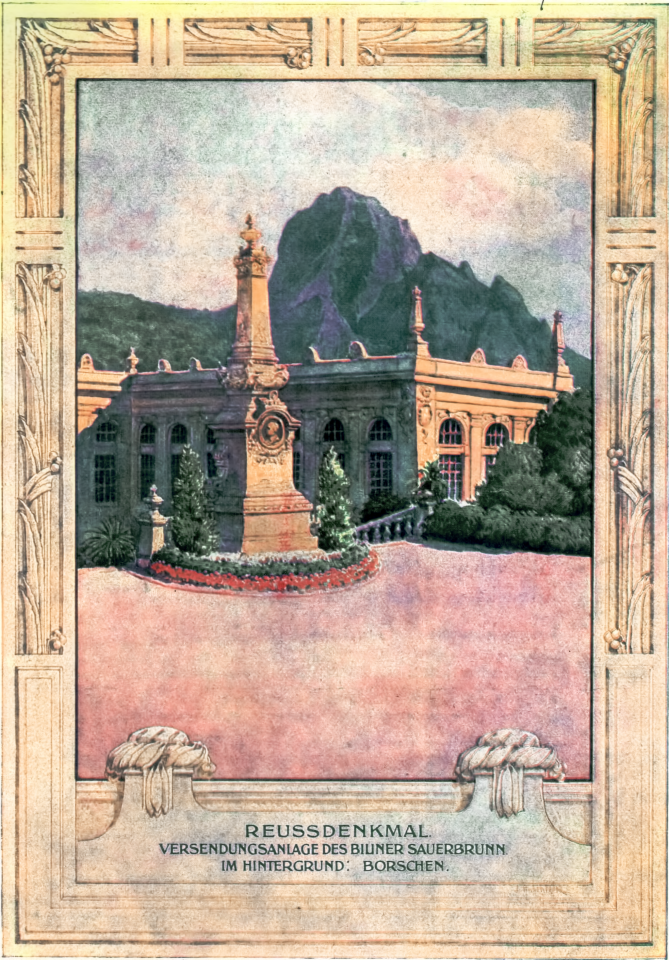
Reussdenkmal (für Franz Ambrosius Reuss und August Emanuel von Reuss) im Kurort Bilin, hinter der Versendungsanlage des Biliner Sauerbrunnens.

Franz Ambrosius Reuß (auch: Franz Ambrosius Reuss; * 3. Oktober 1761 in Prag; † 9. September 1830 in Bilin) war ein böhmischer Arzt, Mineraloge und Geologe.

## Leben und Wirken
Reuß widmete sich zunächst dem Studium der Medizin in Prag und schloss dieses 1782 mit dem Erlangen der Doktorwürde ab. Da er sich allerdings schon während seines Medizinstudiums zunehmend auch für die Forschungsgebiete der Mineralogie und Geognosie (heute: Geologie) interessierte, besuchte er zusätzlich Vorlesungen von Abraham Gottlob Werner (1750–1817) in Freiberg.
Nach seiner Berufung als Badearzt in Bad Biliner Sauerbrunn von Bílina im Nordwesten Böhmens durch Franz Josef Maximilian Fürst Lobkowitz erforschte er vordringlich das Mineralvorkommen dieser Gegend und untersuchte deren geographische Verbreitung, da er in den Mineralvergesellschaftungen Zeugen der Entstehungsgeschichte sah.
Reuß verfasste zahlreiche Arbeiten über die Zusammensetzung, Geologie und Verwendung der Minerale von Bílina, Františkovy Lázně (Franzensbad), Saidschitz - Sedlitz, Lázně Libverda (Liebwerda), Teplice (Teplitz) und anderen. Für diese und seine Ausführungen über die bergmännischen Aspekte der Mineralvorkommen wurde er 1808 mit der Ernennung zum kaiserlichen Bergrat geehrt.
Neben seiner Forschungsarbeit bezüglich der Mineralvergesellschaftungen in Böhmen beschäftigte sich Reuß auch mit der Geschichte der Medizin und mit der Verwendung von Heilwässern. Im Zuge dessen beschrieb er unter anderem den Fund eines „gediegenen“ (natürlichen) Glaubersalzes, das später die offizielle Mineralbezeichnung Mirabilit erhielt.
Franz Ambrosius Reuß war verheiratet mit Katharina (geborene Schedlhauer). Ihre gemeinsame Tochter Karoline war die Mutter von Carl Ferdinand Peters (1825–1881). Seine seit 1780 aufgebaute, systematische Mineraliensammlung wurde von seinem Sohn August Emanuel (1811–1873) weitergeführt und von Franz Joseph Maximilian von Lobkowitz (1772–1816) übernommen.
Im Jahr 1800 wurde Reuß zum korrespondierenden Mitglied der Göttinger Akademie der Wissenschaften gewählt.

## Schriften
- 1784: Leopold M. Caldani: Physiologie des menschlichen Körpers. Aus dem Lateinischen übersetzt von F. A. Reuß. Prag 1784
- 1790: Orographie des nordöstlichen Mittelgebirges in Böhmen
- 1791: Das Saidschützer Bitter-Wasser physikalisch, chemisch und medizinisch beschrieben
- 1794–1797: Mineralogische Geographie von Böhmen (2 Bände)
- 1798: Neues mineralogisches Lexikon
- 1801: Mineralogische und bergmännische Bemerkungen über Böhmen
- 1801: Naturgeschichte des Biliner Sauerbrunnens in Böhmen
- 1801–1806: Lehrbuch der Mineralogie (3 Bände; Digitalisat der Universitäts- und Landesbibliothek Düsseldorf)
- 1808: Die Mineralquellen zu Bilin
- 1813: Das Marienbad bei Auschowitz auf der Herrschaft Tepl: physikalisch-, chemisch- und medizinisch geprüft und dargestellt
- 1823: Taschenbuch für die Badegäste von Tepliz (Digitalisat der Bayerischen Staatsbibliothek)
- 1827: Das Saidschitzer Bitterwasser: Chemisch untersucht von Professor Josef Johann Steinmann, historisch, geognostisch und heilkundig dargestellt von Franz Ambros Reuß